# Domenico Piazoll
Domenico Piazoll, mit Nachnamen auch Piazzoli, Piassall, Piassoll, Piazol, (* um 1647 in Castiglione d’Intelvi; † vor 31. Oktober 1719 in Wien) war ein italienisch-österreichischer Stuckateur des Barocks.
Die Familie Piazolli waren Maurer, Baumeister und Stuckateure und kamen aus Castiglione d’Intelvi nach Wien.
Mit seiner Frau Katharina hatte er sechs Kinder. Der Sohn Johann Georg (* 1685) war ebenfalls Stuckateur in Steyr.

## Werke

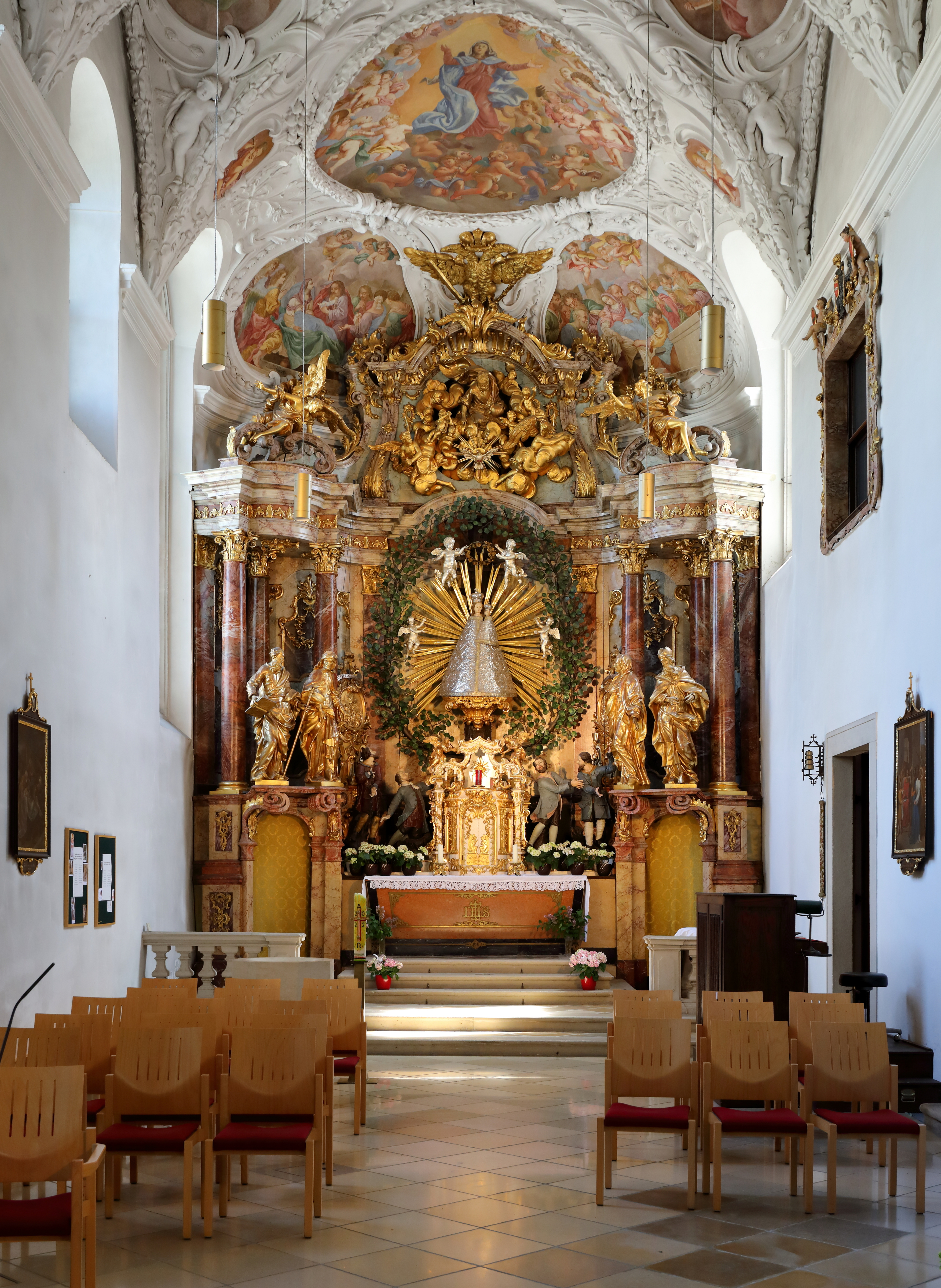
Domenico Piazoll; Stuckarbeiten im Chorraum der Hietzinger Pfarrkirche, 1686

1686 fertigte er mit Christoph Prändl die Stuckarbeiten im Langhaus der Pfarrkirche in Hietzing, ebenso sind Arbeiten im Stift und in der Kirche von Dürnstein überliefert. 1698 stuckierte er in Zusammenarbeit mit Hans Georg Greiner, die Gewölbe des Haupt- und Querschiffs der Stiftskirche Klosterneuburg. Danach war er auch für Stift Zwettl und Schloss Mirabell in Salzburg tätig.